# Billieturnera helleri
Billieturnera helleri är en malvaväxtart som först beskrevs av Joseph Nelson Rose och Heller, och fick sitt nu gällande namn av P.A. Fryxell. Billieturnera helleri ingår i släktet Billieturnera och familjen malvaväxter. Inga underarter finns listade i Catalogue of Life.